# Antonio Ramilo
Antonio Ramilo Fernández-Areal (Buenos Aires, 24 de mayo de 1928 -Vigo, 25 de enero de 2006) fue un político español, alcalde de Vigo y ex.presidente de la Confederación de Empresarios de Galicia.

## Biografía
Antonio Ramilo nació en Buenos Aires en 1928. Su infancia transcurrió en Vigo, ciudad de origen de su familia. Tras estudiar Económicas y Derecho en la Universidad de Deusto y una breve estancia en Madrid donde preparó las oposiciones para el cuerpo diplomático mientras trabajaba como abogado especializado en derecho marítimo, en 1955 se instaló en Vigo. Se casó y fue padre de siete hijos.

## Trayectoria
Fue alcalde de esta ciudad desde 1970 hasta 1974, durante la dictadura de Franco. Su sucesor fue Joaquín García Picher. Sus principales retos durante su mandato como alcalde fueron: Urbanización de los Barrios de travesía de Vigo; Urbanización de los Barrios de Coia; Consiguió que se celebrase la 1ª edición de la World Fishing Exhibition en Vigo; Comenzó el Proyecto Vigo-Zoo de Rafael Portanet. Fue considerado desde su juventud como uno de los intelectuales de la Unión de Centro Democrático y, posteriormente, colaboró con Manuel Fraga en la formación de la Alianza Popular de Galicia. Fue senador por la provincia de Pontevedra entre los años 1986 y 1989.
En su faceta empresarial, fue presidente de la empresa granitera Ramilo S.A., accionista de Aguas de Mondariz y del extinto grupo Mar, y socio de la empresa de precocinados Procsa. Fue fundador, en 1977, de la Confederación de Empresarios de Pontevedra, tras dirigir desde 1972 el Consejo de Empresarios de Pontevedra, germen de la actual patronal. Fue uno de los miembros fundadores de la CEOE en 1977. En 1981 participó activamente en la construcción de la Confederación de Empresarios de Galicia (CEG). Y en 1991 asumió la presidencia de la misma que abandonó en el año 2000 tras descubrirse irregularidades contables en la entidad.